# Аммон, Ульрих
Ульрих Аммон (нем. Ulrich Ammon; 3 июля 1943, Бакнанг, Баден-Вюртемберг, Германия — 3 мая 2019) — немецкий лингвист, специалист в области германистики, социолингвист. Профессор Дуйсбургского университета. Автор 14 монографий, около 250 статей и 100 рецензий, издал 30 собственных книг и 3 сборника, посвящённые вопросам социолингвистики, языковой политики и международного статуса языков, диалектологии, современной истории немецкого языка и языковой дидактики. Член ряда научных организаций. В 2003—2006 занимал пост президента Общества прикладной лингвистики.

## Биография
Аммон родился в городе Бакнанг в 1943 году. Большую часть жизни проработал в университете Дуйсбурга и Эссена. В 1974 году стал членом учёного совета, в 1980 году — профессором. С 2008 года покинул работу в связи с преклонным возрастом, однако продолжает проводить научные исследования.
Ульрих Аммон является гостевым профессором многих университетов мира: сиднейского и канберрского университетов в Австралии, ряда высших учебных заведений США, Японии и Австрии. Некоторое время работал в Египте, Китае, Греции, Индии, Италии, Намибии, России, Турции и Венгрии.

## Деятельность
Ранние работы Ульриха Аммона (включая диссертацию), основанные на собственных исследованиях, касались проблем на стыке диалектологии и социологии. Первая малоизученная проблема, на которую учёный обратил внимание, была посвящена социальному происхождению носителей диалектов и их функционированию в обществе. Обусловленные диалектными расхождениями сложности во взаимодействии носителей диалектов с другими людьми, выявленные Аммоном, были положены в основу его работы «Швабский диалект. Диалектно-литературные контрасты» (1977; совместно с Уве Лёвером). Его эмпирические исследования в области социологии и диалекта, проблемы языковой дискриминации и диалекта как социального барьера привели к открытию ряда методологических средств в данной области.
Отталкиваясь от данной тематики, Ульрих Аммон перешёл к вопросам положения языков в международных научных коммуникациях, в особенности — роли немецкого языка в мире и сложностях для неанглоязычных учёных в международной науке. В дальнейшем Аммон развивал свою теорию языковой стандартизации, которая рассматривает социальные силы, определяющие нормы языка. Наброски этой теории можно увидеть в главе A.4 книги «Немецкий язык в Германии, Австрии и Швейцарии. Проблема национальных вариантов» (1995). В этой книге немецкий язык впервые был представлен как плюрицентрический, то есть имеющий собственные языковые нормы в каждом национальном варианте. В дальнейшем исследование привело к созданию обширного Словаря национальных вариантов (2004), созданного при участии австрийских (Якоб Эбнер, Ганс Мозер) и швейцарских языковедов (Ганс Бикель, Генрих Лёфлер и др.). Данная работа стала трудом всей жизни Аммона. На основе словаря и других трудов учёного создаются монографии и словари современных авторов.